# (8278) 1991 JJ
1991 جاي جاي (ويعرف أيضًا باسم (8278) 1991 جاي جاي وفق تسمية الكوكب الصغير) (بالإنجليزية: 1991 JJ)‏ هو كويكب ضمن حزام الكويكبات؛ وترتيبه 8278 من حيث الاكتشاف.
اكتُشف هذا الجُرم الفلكي بواسطة Toshimasa Furuta ‏ في 4 مايو 1991.

## وصلات خارجية
- (8278) 1991 JJ في قاعدة بيانات مختبر الدفع النفاث لأجرام النظام الشمسي الصغيرة

- الاكتشاف · مخطط المدار ·  العناصر المدارية · المعلمات المادية

- (8278) 1991 JJ على موقع ويكي سكاي: DSS2, SDSS, GALEX, IRAS, Hydrogen α, X-Ray, Astrophoto, Sky Map, Articles and images